# (6572) Carson
(6572) Carson (1938 SX) – planetoida z pasa głównego asteroid okrążająca Słońce w ciągu 4,06 lat w średniej odległości 2,54 j.a. Odkryta 22 września 1938 roku.